# Якорь LWT

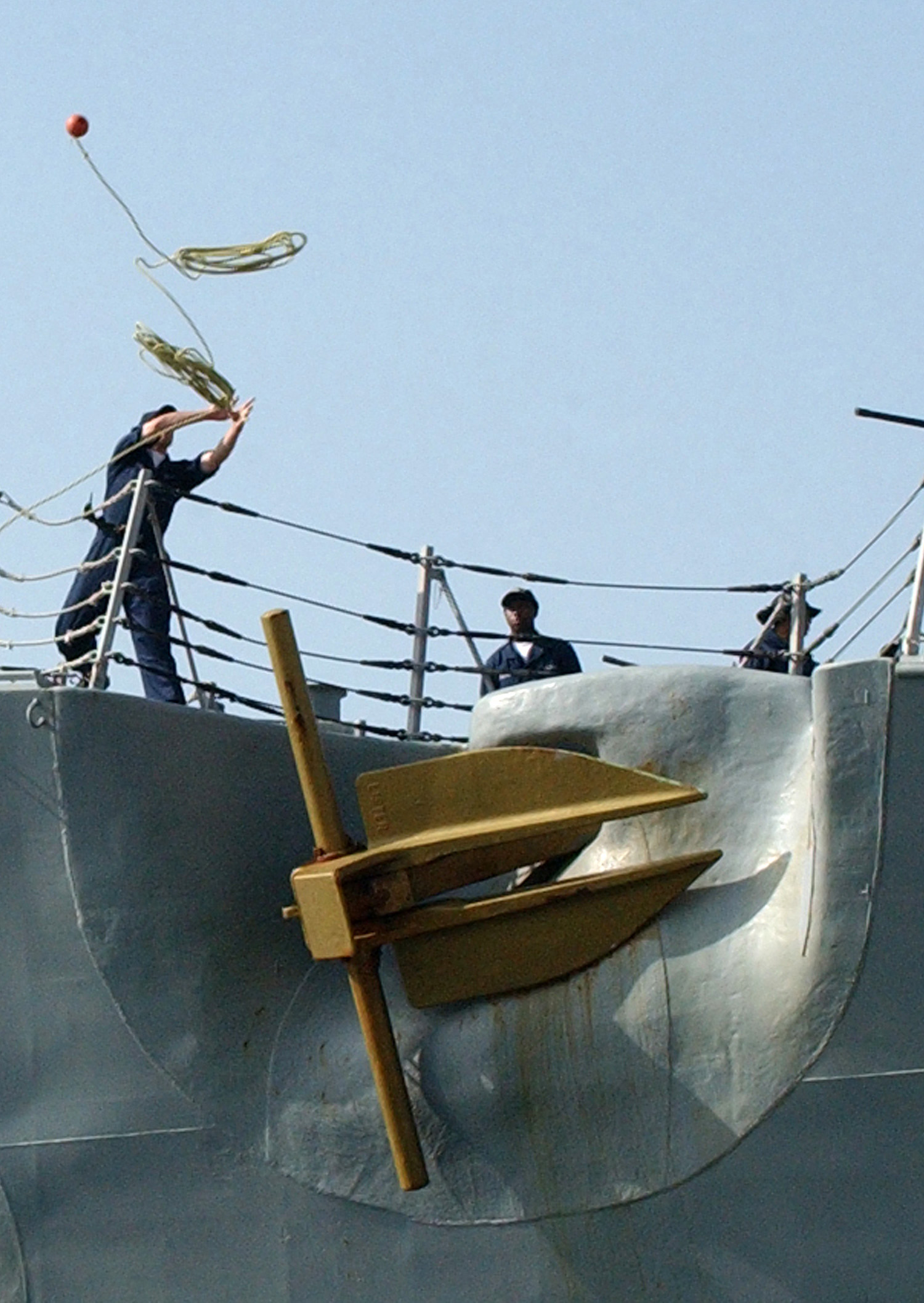
Якорь LWT американского эсминца «Мэхэн».

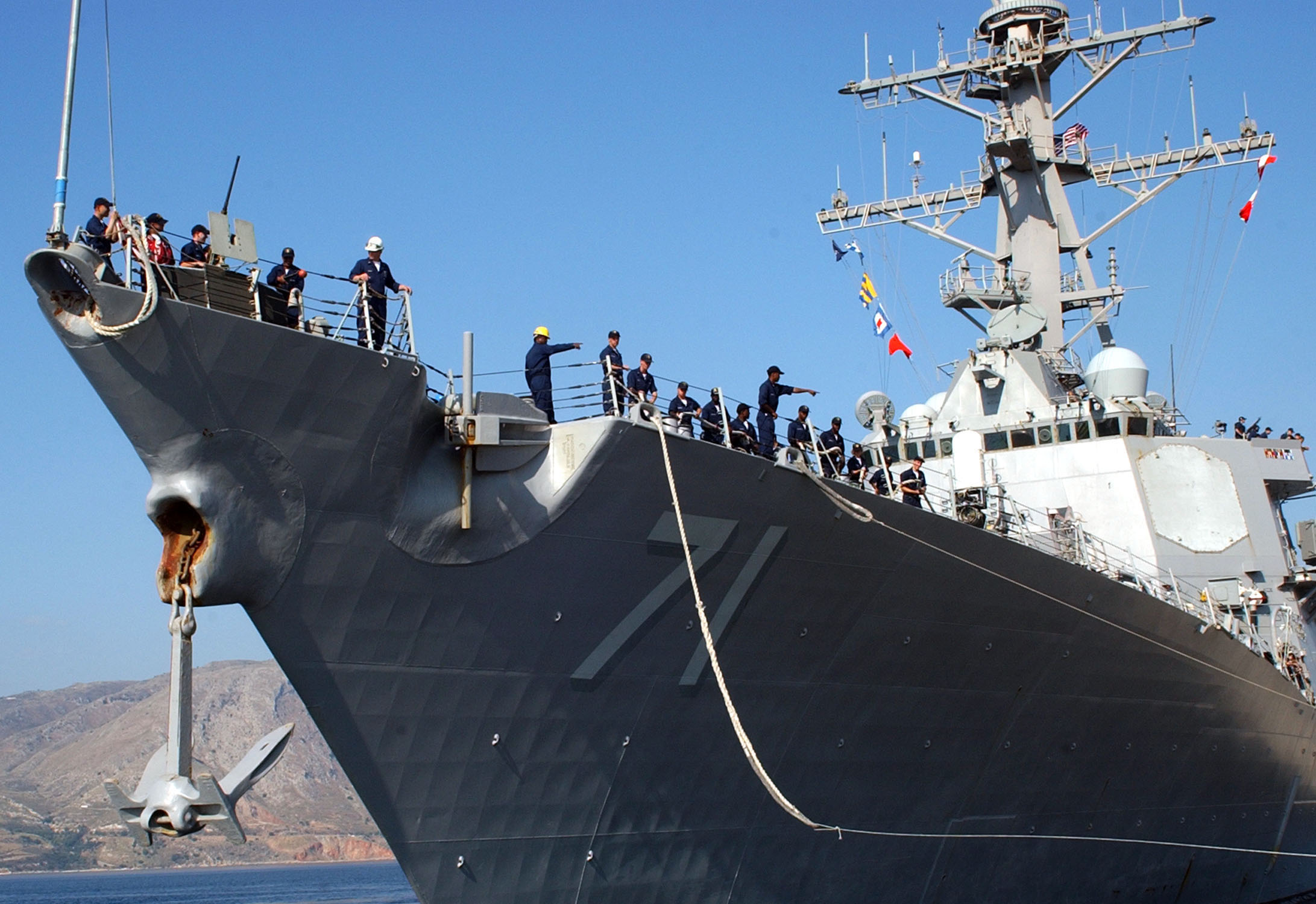
Якорь LWT эсминца «Росс» (справа), является на этом корабле вторым становым, наряду с якорем Болдта (слева).

Якорь LWT (LWT - сокращение от английского «lightweight» - легковесный)  —   якорь повышенной держащей силы, является модификацией якоря Дэнфорта.
Конструкция облегчённая, лопастевидные лапы заострены и максимально приближены к веретену, что позволяет якорю глубоко уходить в грунт. На тренде расположен шток, выполняющий роль стабилизатора и позволяющий избежать опрокидывания якоря при протаскивании по дну.
Повышенная держащая сила якоря LWT позволяет сократить его массу на 25% в сравнении с обычными якорями, что делает его особенно привлекательным для использования на малотоннажных судах. Однако он находит применение и на крупных судах в качестве второго станового или запасного якоря.
К недостаткам якоря LWT следует отнести плохую держащую способность на каменистых грунтах и возможность изгиба штока.